# Ute Noack
Ute Noack (ur. 27 grudnia 1961 w Annaberg-Buchholz) – niemiecka biegaczka narciarska reprezentująca NRD i Niemcy, brązowa medalistka mistrzostw świata.

## Kariera
Igrzyska olimpijskie w Sarajewie w 1984 r. były pierwszymi i zarazem ostatnimi igrzyskami w jej karierze. W swoim najlepszym występie indywidualnym, w biegu na 5 km techniką klasyczną zajęła ósme miejsce. Ponadto wraz z koleżankami z reprezentacji zajęła również ósme miejsce w sztafecie.
W 1985 roku wystartowała na mistrzostwach świata w Seefeld in Tirol. Osiągnęła tam największy sukces w swojej karierze wspólnie z Manuelą Drescher, Antje Misersky i Gaby Nestler zdobywając brązowy medal w sztafecie 4 × 5 km. Na tych samych mistrzostwach zajęła także 17. miejsce w biegu na 10 km techniką dowolną oraz 11. miejsce w biegu na 20 km techniką klasyczną. Na kolejnych mistrzostwach już nie startowała.
Najlepsze wyniki w Pucharze Świata osiągnęła w sezonie 1984/1985, kiedy w klasyfikacji generalnej zajęła 6. miejsce. Nigdy nie stawała na podium zawodów Pucharu Świata. W 1985 roku zakończyła karierę.

## Osiągnięcia

### Igrzyska olimpijskie
| Miejsce | Dzień     | Rok  | Miejscowość | Konkurencja             | Czas biegu | Strata  | Zwyciężczyni           |
| ------- | --------- | ---- | ----------- | ----------------------- | ---------- | ------- | ---------------------- |
| 15.     | 9 lutego  | 1984 | Sarajewo    | 10 km stylem klasycznym | 31:44,2    | +1:53,3 | Marja-Liisa Hämälainen |
| 8.      | 12 lutego | 1984 | Sarajewo    | 5 km stylem klasycznym  | 17:04,0    | +42,0   | Marja-Liisa Hämälainen |
| 8.      | 15 lutego | 1984 | Sarajewo    | Sztafeta 4 × 5 km       | 1:06:49,7  | +4:21,0 | Norwegia               |
| 18.     | 18 lutego | 1984 | Sarajewo    | 20 km stylem klasycznym | 1:01:45,0  | +3:58,5 | Marja-Liisa Hämälainen |

### Mistrzostwa świata
| Miejsce | Dzień       | Rok  | Miejscowość      | Konkurencja             | Czas biegu | Strata  | Zwyciężczyni            |
| ------- | ----------- | ---- | ---------------- | ----------------------- | ---------- | ------- | ----------------------- |
| 17.     | 19 stycznia | 1985 | Seefeld in Tirol | 10 km stylem dowolnym   | 30:54,8    | ?       | Anette Bøe              |
| 3.      | 23 stycznia | 1985 | Seefeld in Tirol | Sztafeta 4 × 5 km       | 1:04:50,1  | +1:06,9 | ZSRR                    |
| 11.     | 26 stycznia | 1985 | Seefeld in Tirol | 20 km stylem klasycznym | 59:19,1    | ?       | Grete Ingeborg Nykkelmo |

### Puchar Świata

#### Miejsca w klasyfikacji generalnej
- sezon 1982/1983: 23.
- sezon 1983/1984: 18.
- sezon 1984/1985: 6.

#### Miejsca na podium
Noack nigdy nie stawała na podium zawodów Pucharu Świata.